# Quintet
Quintet è un film di fantascienza del 1979 diretto da Robert Altman.

## Trama
In un futuro imprecisato, dominato dai ghiacci, dove la presenza umana conta le ultime persone nell'attesa che il "ciclo" della vita finisca, Essex, un cacciatore di foche, arriva in una cittadina imprecisata dove l'attività principale è il Quintet: gioco da tavolo praticato dalla popolazione della cittadina, divisa in rigide caste, al vertice delle quali si trova quella dei giocatori di quintet. Questo si sviluppa in tornei di cinque partecipanti. Sembra essere per questa gente l'unico motivo di "vita" tra una popolazione resa sterile dalla riproduzione per clonazione, ormai rassegnata ad essere l'ultima e né l'affacciarsi del ritorno della fertilità, né il ritorno di animali che si credevano estinti da decenni sembra risolvere la dilagante crisi morale in un mondo dove non v'è più nulla da vedere, da imparare. Il quintet racchiude infatti un mondo di violenza ritualizzata che prevede l'eliminazione fisica dei perdenti. L'unica manifestazione di vita intelligente prevede la fine della stessa: un gioco dove non si può decidere se partecipare; ci si ritrova dentro, come nella vita, preciserà Gregor nel monologo che racchiude l'essenza del film.